# الکسی ریبالکین
الکسی ریبالکین (روسی: Алексей Рыбалкин؛ زادهٔ ۱۶ نوامبر ۱۹۹۳) دوچرخه‌سوار اهل روسیه است.
از باشگاه‌هایی که در آن بازی کرده‌است می‌توان به گازپروم-روس‌ولو اشاره کرد.